# Immortale Dei
Immortale Dei — написанная в 1885 году энциклика Папы Льва XIII и посвященная отношениям церкви и государства.

## Обстоятельства создания
Данный труд, посвященный христианскому устройству государств (De Civitatum Constructione Christiana) был опубликован 1 ноября 1885 года — в это же время действовали Культуракампф в Германии и секуляризация школ во Франции. Энциклика служила подтверждением прав Церкви, в котором Лев выразил сожаление по поводу современной тенденции к установлению в обществе верховенства человека над Богом. Он считал теории общественного договора опасными, поскольку они способствуют авторитаризму.
Согласно Майклу Л. Броку, позиция Церкви всегда заключалась в том, что существует два порядка, сверхъестественный и естественный, что в первом приоритет имеет Церковь, а во втором — руководящий орган, и что правительство — это естественный институт, которые следует уважать. «Презирать законную власть, кто бы не был ею наделен, незаконно; это подобно восстанию против божественной воли, и сопротивляющийся ему обрекает себя умышленно на уничтожение», (…) однако, "желать, чтобы Церковь подчинялась гражданской власти при исполнении ее долга — большая глупость и очевидная несправедливость. В любом случае нарушается ход вещей, потому что естественное ставится выше сверхъестественного …
Именно Церковь, а не государство, должна быть проводником человека на небеса. … Именно Церкви Бог поручил … свободно и беспрепятственно управлять, в соответствии с ее собственным суждением, всеми делами, входящими в ее компетенцию.

## Содержание
Лев основывает свою философию общества на теории естественного права Фомы Аквинского. Также Лев продвигал изучение схоластической философии в своей более ранней энциклике Aeterni Patris в 1879 г.
Он отвергает утверждение, что Церковь противостоит законным целям гражданского управления.
Естественный инстинкт человека побуждает его жить в гражданском обществе, потому что будучи один, он не может удовлетворить свои первичные жизненные потребности или обеспечить средства для развития своих умственных и нравственных способностей. Следовательно, божественно предопределено, что он должен вести свою жизнь, будь то семейная, социальная или гражданская, со своими собратьями, среди которых только некоторые его потребности могут быть адекватно удовлетворены. Но поскольку ни одно общество не может держаться вместе, если кто-либо не руководит всем и не призывает всех искренне стремиться к общему благу, то каждое цивилизованное сообщество должно иметь правящую власть, и власть эта, не меньше, чем само общество, имеет свой источник в природе и имеет следовательно, своего создателя в лице Бога.
Следовательно, вся власть в конечном итоге исходит от Бога.
Своей работой Лев оттолкнул как монархистов, так и последователей Ламенне, отказавшись указать форму, которую бы следовало принять правительству. «Право на управление не обязательно связано с каким-либо особым его режимом. Оно может принимать ту или иную форму только при условии, что оно по своей природе обеспечивает общее благосостояние. Но какой бы ни была природа земной власти, правитель должен всегда помнить, что Бог является верховным правителем мира и должен ставить Его перед собой как образец и закон в управлении государством».
«Природа и разум, которые повелевают каждому человеку искренне поклоняться Богу в его святости, ибо мы принадлежим Ему и должны к Нему возвратиться, поскольку Он есть начало нашего пути, связывают также и гражданское сообщество подобным законом … в государстве грех не заботиться о религии, заклеймив ее чем-то выходящим за рамки его возможностей или не имеющим практической пользы … Поэтому все, кто правит, должны почитать святое имя Бога как одного из своих главных правителей. Обязанности должны состоять в том, чтобы отдавать предпочтение религии, защищать ее авторитетом и законом, а не организовывать и не принимать какие-либо меры, которые могут поставить под угрозу ее безопасность».
Лев совершенно ясно дал понять, что он противостоит свободе мысли и печати: «Так же и свобода мыслить и публиковать все, что каждому нравится, без каких-либо препятствий, сама по себе не является преимуществом, перед которым общество может ликовать. Напротив, это источник, корень многих зол».

## Отношения между обеими силами
Всевышний, таким образом, возложил ответственность за человечество на две силы, церковную и гражданскую, одну из которых поставил над Божественной стезей, а другой — над человеческой. Каждый в своем роде является высшей властью, у каждого есть установленные пределы, которые определяются природой и особыми предписаниями, так что существует, можно сказать, проложенная тропа, в пределах которой каждая из двух сил действует в соответствии с собственным исконным правом. Но поскольку каждая из этих двух держав имеет власть над одними и теми же субъектами, и поскольку может случиться, будто одно и то же — пусть и в разных ипостасях — может принадлежать юрисдикции обоих из них, то и Господь, который все предвидит и является Творцом этих двух сил, проложил путь каждого в правильном соотношении с другим. … Если бы это было не так, часто возникали бы прискорбные раздоры и конфликты, и нередко люди, как путешественники на стыке этих двух дорог, колебались бы в тревоге и сомнениях, не зная, каким курсом им следовать. И эти две державы управляли бы противоположными вещами, и непослушание любому из них было бы нарушением долга.
[…] Все, что должно относиться к гражданскому и политическому порядку, по праву подчиняется гражданской власти. Иисус Христос Сам повелел кесарево отдать кесарю, а то, что принадлежит Богу, передать Богу.
Лев цитирует Августина: «Ты учишь царей заботиться об интересах своего народа и увещеваешь народ подчиняться своим царям … Ты показываешь, что … милосердие должно быть для всех и не должно никому не причинять зла».

## Участие в гражданских делах
Лев указывает, что действия могут относиться к частным и домашним делам или к общественным вопросам. Что касается первого, то первая обязанность — подчинять жизнь и поведение людей заповедям Евангелия. Он также призывает православных принимать разумное участие в общественных делах, направленных на общее благо. Более того, он говорит, что в целом «уместно и полезно», чтобы католики уделяли внимание национальной политике. Отказ от власти позволит тем, чьи принципы предполагают не очень большой вклад в благосостояние государства, с большей готовностью взять бразды правления в свои руки.
Однако «незаконно следовать одной линии поведения в частной жизни и другой — в общественной, уважая в частном порядке авторитет Церкви, но отвергая ее публично; это равносильно объединению добра и зла и конфликту человека с самим собой; в то время как он должен всегда быть последовательным, и никогда ни в малейшей степени и ни в каких условиях жизни не уклоняться от христианской добродетели». Католики живут в глубоком убеждении того учения, которые исповедуют, о пребывании в праведности и верности при исполнении служебных обязанностей.
Более того, долг всех католиков — использовать общественные институты, насколько это возможно, для продвижения истины и праведности.

## Итоги
Согласно учению католической церкви, граждане обладают религиозным долгом подчиняться своим гражданским правителям во всех вопросах, относящихся к гражданскому управлению. Эта сфера включает в себя все, что может способствовать временному благополучию всей массы граждан. Поскольку религия является священным долгом, и ее исповедание во многом способствует благополучию граждан, государство не должно оставаться к ней безразличным. Тем не менее, прямая забота о религии возложена не на государство, а на Церковь, от него не зависящую. Следовательно, существуют ограничения в обязанности проявлять гражданскую верность. Государство не уполномочено принимать законы в отношении религии и не может вмешиваться в права церкви. Если государство выходит за установленные для него пределы, обязанность повиновения прекращается: «Мы должны подчиняться Богу, а не людям». В вопросах долга католики руководствуются общественным учением и законом католической церкви.